# Marcos Valle
Marcos Valle   (Rio de Janeiro, 14 de setembre de 1943) és un cantautor, teclista i productor musical brasiler. Ha produït obres en molts estils musicals, com ara bossa nova, samba i fusions de rock, soul, jazz i música de ball amb estils brasilers. A Valle se li atribueix la popularització de la bossa nova a la dècada de 1960.
El primer èxit del duet Marcos i Paulo Sérgio va ser Sonho de Maria, gravat per Tamba Trio el 1963. L'any 1964, la seva cançó Samba de Verão va assolir el segon lloc de les llistes de vendes nord-americanes i a finals de la dècada de 1960 era una inspiració per a pop crooners com Andy Williams i Tony Bennett. Va escriure molts temes per a telenovel·les, entre ells Pigmalião 70 i Os Ossos do Barão. A la dècada del 1970, TV Globo va demanar als germans Marcos i Paulo Sérgio Valle i Nelson Motta que fessin una cançó de Nadal per a finals d'any, amb actors de telenovel·les i artistes de Rede Globo cantant, resultant en Um novo tempo va tenir un èxit tal que és una presència obligada per Nadal. També és autor de clàssics com Batucada i Os Grilos.

## Discografia
- 1963: Samba Demais (Odeon Records)
- 1965: O Compositor e o Cantor (Odeon)
- 1967: Braziliance (Odeon)
- 1968: Samba '68 (Verve)
- 1968: Viola Enluarada (Odeon)
- 1969: Mustang côr de Sangue (Odeon)
- 1970: Marcos Valle (Odeon)
- 1971: Garra (Odeon)
- 1972: Vento Sul (Odeon)
- 1973: Previsão do Tempo (Odeon)
- 1974: Marcos Valle (Odeon)
- 1981: Vontade de Rever Você (Som Livre)
- 1983: Marcos Valle (Som Livre)
- 1986: Tempo da Gente (Arca Som)
- 1998: Nova Bossa Nova (Far Out Recordings)
- 2001: Escape (Far Out)
- 2002: Bossa Entre Amigos (amb Roberto Menescal i Wanda Sá) (Albatroz)
- 2002: Live in Montreal (Rob)
- 2003: Contrasts (Far Out)
- 2005: Jet Samba (Dubas)
- 2008: Conecta ao Vivo No Cinematheque (live)
- 2008: Os Bossa Nova (Biscoito Fino) - amb João Donato, Roberto Menescal, Carlos Lyra
- 2009: Página Central com Celso Fonseca (Biscoito Fino)
- 2010: Estática (Far Out)
- 2013: Marcos Valle & Stacey Kent - Ao Vivo 50 Anos (Sony)
- 2016: Marcos Valle & Stacey Kent – Live at Birdland New York City (Sony)
- 2018: Edu Dori e Marcos - amb Dori Caymmi i Edu Lobo (Biscoito Fino)
- 2019: Sempre (Far Out Recordings)
- 2020: Cinzento (Deck)